# Luis Alfredo Ramos
Pour les articles homonymes, voir Botero.
Luis Alfredo Ramos Botero, né à Sonsón (Antioquia) le 19 avril 1948, est un avocat et homme politique colombien. Il a étudie le droit à l'Université de Medellín et a fait des études en commerce international à l'Université Harvard. Il a été président du Sénat de la Colombie, gouverneur d'Antioquia et maire de Medellín.
Le 1er octobre 2021, la Cour Suprême de Justice le condamne à 7 ans et 11 mois de prison pour association de malfaiteurs avec les groupes paramilitaires.

## Carrière politique
Luis Alfredo Ramos entame sa carrière politique en 1970 comme conseiller municipal de Sonsón et secrétaire du directoire départemental du Parti conservateur d'Antioquia. En 1972, il est porté à la direction locale de son parti, charge qu'il exerce pendant quatre ans. Il est élu député de l'assemblée du département d'Antioquia de 1974 à 1976. En 1976, il est nommé contrôleur général d'Antioquia et, entre 1978 et 1980, secrétaire aux finances de Medellín. Entre 1982 et 1990, il occupe un siège de représentant à la Chambre des députés et, entre 1990 et 1991, un siège de sénateur. Il démissionne du Sénat pour se présenter au poste de maire de Medellín, auquel il est élu et qu'il occupe de 1992 à 1994.
Pendant son mandat de maire, il développe une campagne pour que la ville n'assume pas les engagements financiers et les surcoûts du système de métro de la ville.
Il rejoint la campagne présidentielle d'Andrés Pastrana pour l'élection présidentielle de 1998, et après la victoire de ce dernier, il est nommé ambassadeur de Colombie auprès de l'Organisation des États américains (OEA) à Washington. En 2001, il revient en Colombie pour se présenter au Sénat de la République en tant que candidat du Movimiento Equipo Colombia, et lors des élections de mars 2002, il est élu avec plus de 230 000 voix.
Il est alors une personnalité-clé de la droite et un proche du président Álvaro Uribe (2002-2010).

### Gouverneur d'Antioquia
Luis Alfredo Ramos décide de se présenter au poste de gouverneur d'Antioquia lors des élections d'octobre 2007 pour le Partido Alas Equipo Colombia. Proche des paramilitaires d’extrême droite des Autodéfenses unies de Colombie, il obtient d'eux un soutien financier et des votes. Le 28 octobre 2007, il est élu avec 848 031 voix, soit 44.5 %. Son principal concurrent pour cette élection est Eugenio Prieto Soto, du Mouvement Antioquia Nueva, qui obtient 587 664 voix, soit 30.84 %. Ramos l'emporte ainsi par une différence de plus de 260 000 voix.
Il exerce la charge de gouverneur d'Antioquia du 1er janvier 2008 au 31 décembre 2011.
En tant que gouverneur d'Antioquia, Ramos déclare l'urgence routière dans le département : il critique sévèrement de nombreuses interventions réalisées par les concessionnaires routiers,. Les principaux travaux de son gouvernement comprennent la mise en œuvre du projet hydroélectrique d'Ituango, du projet de chemin de fer d'Antioquia, de l'autoroute de la montagne (La Pintada-La Virginia), de projets de reforestation et d'investissement dans des programmes d'éducation gratuite[réf. nécessaire].
Il entretient des contacts directs avec des chefs paramilitaires, notamment avec les frères Vicente et Carlos Castaño, dont il reçoit des pots-de-vin.

## Le scandale de lapara-politique
Le 28 août 2013, la chambre pénale de la Cour suprême de justice ordonne le maintien en détention préventive de Luis Alfredo Ramos en raison de ses liens avec des groupes paramilitaires. En raison de ces enquêtes, il ne peut se présenter à la candidature présidentielle pour le Centre démocratique.
Il est libéré en novembre de 2016, les conditions de la privation de liberté n'étant pas considérées comme remplies.
Le 1er octobre 2021, il est condamné pour le délit d'association de malfaiteurs à sept ans et onze mois de prison, à l'interdiction « temporaire ou à vie » d'exercer une fonction publique et à une amende de 7 749,65 salaires minimums légaux (alors environ 1,6 million d'euros). La Cour suprême le condamne pour les accords passés avec les dirigeants des Autodéfenses unies de Colombie (AUC), groupe paramilitaire dirigé par Vicente et Carlos Castaño, aux termes desquels Ramos recevait de l'argent du bloc Metro pour financer ses campagnes électorales en échange d'une aide concernant certains points de la loi Justice et Paix.
Cette condamnation est considérée comme un coup sévère pour l'uribisme dans la perspective des élections au congrès et à la présidence de 2022. Ramos a fait appel de la sentence. Le 20 avril 2022, la chambre pénale de la Cour suprême de justice confirme la condamnation et la peine prononcées.

## Fonctions exercées
- Conseiller de la municipalité de Sonsón
- Député à l'Assemblée d'Antioquia (1974-1976)
- Contrôleur général d'Antioquia (1976)
- Secrétaire aux finances de Medellín (1978-1980)
- Représentant à la Chambre des députés d'Antioquia (1982-1990)
- Maire de Medellín (1992-1994)
- Ministre du commerce extérieur (1996, gouvernement d'Ernesto Samper)
- Ambassadeur de Colombie auprès de l'Organisation des États américains (1998-2001)
- Sénateur de la République (1990-1991 et 2002-2006)
- Gouverneur d'Antioquia (2008-2011)